# 서던 유나이티드 FC
서던 유나이티드 FC(Southern United Football Club)는 뉴질랜드 더니딘에 연고를 둔 세미프로 축구단이었다. 2004년에 설립되었으며, 과거 오타고 유나이티드라는 이름을 사용했었다.

## 역사
2004년 오타고 유나이티드라는 창단된 이 구단은 2004-05 시즌부터 뉴질랜드 최고의 축구 리그인 뉴질랜드 풋볼 챔피언십에서 뛰었었다. 구단의 리그 최고 기록은 2005-06 시즌에 리그 5위를 기록하며 지금까지 유일하게 리그 플레이오프에 진출했을 때이다. 2013년 여름에 클럽 이름이 오타고 유나이티드에서 서던 유나이티드로 변경되었다.